# Głowaczów (gmina)
Pour les articles homonymes, voir Głowaczów.
Głowaczów est une gmina rurale (gmina wiejska) du powiat de Kozienice dans la Voïvodie de Mazovie, dans le centre-est de la Pologne.
Son siège administratif est la ville de Głowaczów, qui se situe environ 18 kilomètres à l'ouest de Kozienice (siège de la powiat) et 70 kilomètres au sud de Varsovie (capitale de la Pologne).
La gmina couvre une superficie de 186,26 km2 pour une population de 7 292 habitants en 2006.

## Histoire
De 1975 à 1998, la gmina est attachée administrativement à la voïvodie de Radom.

Depuis 1999, elle fait partie de la voïvodie de Mazovie.

## Géographie
Outre la ville de Kozienice, la gmina inclut les villages et les localités de :
- Adamów
- Bobrowniki
- Brzóza
- Cecylówka
- Cecylówka-Brzózka
- Chodków
- Dąbrówki
- Emilów
- Głowaczów
- Grabnowola
- Helenów
- Henryków
- Ignacówka
- Ignacówka Bobrowska
- Jasieniec
- Klementynów
- Kosny
- Leżenice
- Lipa
- Lipska Wola
- Łukawa
- Łukawska Wola
- Maciejowice
- Mariampol
- Marianów
- Michałów
- Miejska Dąbrowa
- Moniochy
- Podmieście
- Przejazd
- Rogożek
- Sewerynów
- Stanisławów
- Stawki
- Studnie
- Studzianki Pancerne
- Ursynów
- Wólka Brzózka
- Zieleniec

### Gminy voisines
La gmina de Głowaczów est voisine des gminy suivantes :
- Grabów nad Pilicą
- Jastrzębia
- Jedlińsk
- Kozienice
- Magnuszew
- Pionki
- Stromiec

## Structure du terrain
D'après les données de 2002, la superficie de la commune de Głowaczów est de 186,26 km², répartis comme tel :
- terres agricoles : 67 %
- forêts : 28 %

La commune représente 20,31 % de la superficie du powiat.

## Démographie
Données du 30 juin 2004 :
| description        | Total  | Total | Femmes | Femmes | Hommes | Hommes |
| ------------------ | ------ | ----- | ------ | ------ | ------ | ------ |
| Unité              | Nombre | %     | Nombre | %      | Nombre | %      |
| population         | 7 400  | 100   | 3 640  | 49,2   | 3 760  | 51,1   |
| Densité (hab./km²) | 39,7   | 39,7  | 19,5   | 19,5   | 60,8   | 60,8   |